# Labridella
Labridella är ett släkte av svampar. Labridella ingår i familjen Amphisphaeriaceae, ordningen kolkärnsvampar, klassen Sordariomycetes, divisionen sporsäcksvampar och riket svampar.
|            | Pestalotia                                |
|            |                                           |
|            | Pestalotiopsis                            |
|            |                                           |
|            | Seimatosporium                            |
|            |                                           |
|            | Sporocadus                                |
|            |                                           |
|            | Coryneopsis                               |
|            |                                           |
|            | Lepteutypa                                |
|            |                                           |
|            | Seiridium                                 |
|            |                                           |
|            | Monochaetia                               |
|            |                                           |
| Labridella | \| \| Labridella cornu-cervae \| \| \| \| |
|            | \| \| Labridella cornu-cervae \| \| \| \| |
|            | Discosia                                  |
|            |                                           |
|            | Paradidymella                             |
|            |                                           |
|            | Truncatella                               |
|            |                                           |
|            | Amphisphaeria                             |
|            |                                           |
|            | Hymenopleella                             |
|            |                                           |
|            | Sarcostroma                               |
|            |                                           |
|            | Seimatoantlerium                          |
|            |                                           |
|            | Phlogicylindrium                          |
|            |                                           |
|            | Funiliomyces                              |
|            |                                           |
|            | Discostroma                               |
|            |                                           |
|            | Monochaetiopsis                           |
|            |                                           |
|            | Dyrithiopsis                              |
|            |                                           |
|            | Synnemapestaloides                        |
|            |                                           |
|            | Zetiasplozna                              |
|            |                                           |
|            | Monochaetinula                            |
|            |                                           |
|            | Bartalinia                                |
|            |                                           |
|            | Hyalotia                                  |
|            |                                           |
|            | Doliomyces                                |
|            |                                           |
|            | Blogiascospora                            |
|            |                                           |
|            | Bleptosporium                             |
|            |                                           |
|            | Pestalosphaeria                           |
|            |                                           |
|            | Hyalotiopsis                              |
|            |                                           |
|            | Broomella                                 |
|            |                                           |
|            | Neobroomella                              |
|            |                                           |
|            | Griphosphaerioma                          |
|            |                                           |
|            | Pestalozzina                              |
|            |                                           |
|            | Morinia                                   |
|            |                                           |
|            | Ellurema                                  |
|            |                                           |
|            | Paracainiella                             |
|            |                                           |
|            | Labridella cornu-cervae                   |
|            |                                           |

|  | Labridella cornu-cervae |
|  |                         |